# My Guy
Singles de Mary Wells
What's Easy For Two Is So Hard For One
(1963) Once Upon a Time
(1964)
My Guy est une chanson de la chanteuse de soul/R&B noire américaine Mary Wells. C'était son dernier single chez Motown, parce qu'en 1965 elle est partie pour 20th Century Records.
Sortie en single le 13 mars 1964, cette chanson de Mary Wells est devenue son premier numéro un des classements pop américains. Elle a atteint la 1re place du Hot 100 de Billboard que la 1re place du Top 100 de Cash Box.
La chanson sera aussi incluse dans le quatrième album studio de Mary Wells, qui sortira sur Motown en mai de la même année et intitulera Mary Wells Sings My Guy.

## Composition
La chanson a été écrite et l'enregistrement de Mary Wells a été produit par Smokey Robinson (des Miracles).

## Reprises
Singles de Petula Clark
I Don't Know How to Love Him
(1971) Wedding Song (There Is Love)
(1972)
Singles de Sister Sledge
He's Just a Runaway
(1981) All the Man I Need
(1982)
La chanson a été notamment reprise par Aretha Franklin en 1964, Petula Clark en 1972 et par le groupe vocal féminin Sister Sledge en 1982. 
La chanson a été adaptée en version française dès le mois de juin 1964, sous le titre de Bye Bye, interprétée par l'artiste franco-américaine Nancy Holloway.

## Dans la culture populaire
La chanson est présente dans le film Sister Act (1992) en y détournant le sens volontairement, My Guy devenant My God. On retrouve aussi la chanson dans Une affaire de détails (2021).